# آیتور اچابورو
آیتور اچابورو (اسپانیایی: Aitor Etxaburu‎؛ زادهٔ ۱۷ ژوئن ۱۹۶۶) بازیکن هندبال اهل اسپانیا بود.
از باشگاه‌هایی که در آن بازی کرده‌است می‌توان به باشگاه فوتبال بارسلونا اشاره کرد.
وی در مسابقات کشوری و بین‌المللی در مجموع برندهٔ ۱ مدال برنز شده‌است.